# Перченко Михайло Абрамович
Перченко Михайло Абрамович (нар. 28 січня 1942 року, Киргизька РСР) — поет, афорист, публіцист, підприємець. Автор поетичних збірок і книг афоризмів, громадський діяч. Член кількох літературних організацій.

## Біографія
Михайло Перченко народився 28 січня 1942 року в місті Токмак, Фрунзенська область, Киргизька РСР (нині Киргизстан). Того ж року його батько загинув на фронті. Дитинство пройшло в містах Фрунзе (Бішкек) та Свердловськ. У 1949 році родина переїхала до Запоріжжі, Україна.
Михайло Перченко закінчив два вищі навчальні заклади в Запоріжжі. Після служби в армії, де командував батареєю тактичних ядерних ракет, він 25 років працював інженером-технологом і конструктором на заводі «Перетворювач». Досяг посади провідного конструктора та начальника бюро.
З 1990 року розпочав підприємницьку діяльність, став генеральним директором Запорізької видавничо‑поліграфічної фірми «Індустрія». Компанія, за даними автора, була однією з перших у пострадянському просторі, яка почала видавати перекладну зарубіжну літературу, у тому числі твори Жюльєтти Бенцоні «Маріанна — зірка для Наполеона» та «Катрін».

## Літературна діяльність
Автор кількох поетичних збірок та книг афоризмів:
«Дар» (поезія) ISBN 587-123-002-4
«Осіння пора» (поезія) ISBN 978-617-7380-13-8
«Країна поетів» (поезія) ISBN 978-617-7380-14-6
«У мозковій звивині» (афоризми)
«Віршики» (афоризми) ISBN 966-838-001-0
«Перчені фрази» (афоризми) ISBN 978-617-7380-53-4
«Час - тінь людини» (вибрана поезія та проза, готується до видання)
Твори публікувалися у газетах, журналах, альманахах і на літературних сайтах, зокрема Стихи.ру і Стихи.про. Співпрацював з одеським журналом «Фонтан».
Михайло Перченко є співзасновником фестивалів «Формула вогню» (присвяченого Марині Цвєтаєвій) та «Зірка Різдва». Член Конгресу літераторів України (КЛУ), Міжрегіонального союзу письменників України (МСПУ), Московського клубу афористів (МКА) та президентом Запорізького клубу афоризму, гумору та кросворда.

## Ідеї та громадська діяльність
На думку Михайла Перченка, поет — це голос народу, його вчитель і провісник. Брав участь у громадських і політичних дискусіях. Публікував політичні есе, виступає за створення миротворчої партії на основі ідей Веліміра Хлєбнікова про заборону воєн.

## Визнання та нагороди
Нагороджений орденом «За заслуги перед Запорізьким краєм» за внесок у культуру. Член товариства «Голів Земної Кулі», присвяченого ідеям світової єдності.

## Літературні оцінки
Літературознавці, такі як Світлана Скорик, відзначають сміливість та оригінальність його творчості, а також поєднання класичної поезії, афористики й експериментальної форми. Публікувався в «Аргументах і фактах», «Літературній газеті», міжнародних альманахах «Провінція» та «Від серця до серця».